# Burg Göllingen
Die Burg Göllingen ist eine abgegangene mittelalterliche Wasserburg nahe dem Kesselbach am südöstlichen Ortsrand von Göllingen, einem heutigen Ortsteil des Marktes Bissingen im Landkreis Dillingen an der Donau in Bayern.
Das Ortswappen von Göllingen enthält die Wasserburg.
Die Burg wurde um 1300 von den Ministerialen Herren von Göllingen erbaut. 1268 wurde ein Friedrich de Goldelingen genannt.
Von der ehemaligen kleinen quadratischen Burganlage ist noch ein versumpfter Graben erhalten. Die Burgstelle ist als Bodendenkmal (D-7-7229-0040) gelistet.